# Бородулін Артем Ігорович
Артем Ігорович Бородулін (рос. Артём Игоревич Бородулин; *9 березня 1989, Перм, РРФСР, СРСР) — російський фігурист, що виступає в одиночному чоловічому катанні; срібний призер Чемпіонату світу з фігурного катання серед юніорів 2008 року, срібний (2009) і бронзовий (2010) призер Чемпіонатів Росії з фігурного катання.

## Кар'єра

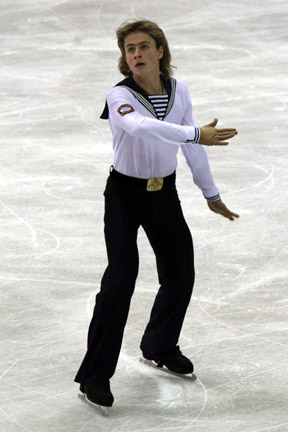
Артем Бородулін під час виконання короткої програми на Чемпіонаті світу з фігурного катання серед юніорів 2008 року.

Артем почав займатися фігурним катанням у 5-річному віці у Пермі. Навесні 2006 року він з молодшим братом Сергієм (також фігуристом) і мамою переїхав у Москву для роботи з тренером Єленою Буяновою (Водорєзовою).
Сезон 2007/2008 став для Артема останнім у юніорах. У листопаді 2007 року на тренуванні Бородулін зламав ногу, у зв'язку з чим він пропускав Фінал юніорської серії Гран-Прі, хоча й набрав необхідну для участі кількість балів, вигравши етап у Болгарії і ставши третім у Австрії. З тієї ж причини Артем не зміг взяти участь у Чемпіонаті Росії з фігурного катання 2008 року. Однак до Чемпіонату світу з фігурного катання серед юніорів того ж року він встиг повністю відновитись і виступив більше ніж вдало — виграв срібну медаль турніру (натепер найкраще досягнення спортсмена на міжнародному рівні).
У сезоні 2008/2009 Артем Бородулін брав участь у 2 етапах дорослої серії Гран-Прі: «Cup of Russia»—2008 і «Cup of China»—2008, де став дев'ятим і четвертим відповідно. На Чемпіонаті Росії з фігурного катання 2009 року фігурист завоював свою першу медаль цього турніру — срібло. Це визначило участь Бородуліна на першості Європи з фігурного катання катання 2009 року, де він посів 13-е місце. У лютому 2009 року взяв участь у Зимовій Універсіаді 2009 року, на якій став срібним призером, поступившись представнику Китаю, який виграв турнір, Сюй Міну лише 0.59 балами.
У сезоні 2009/2010 А. Бородулін узяв участь знову у 2 етапах серії Гран-Прі — на «NHK Trophy»—2009 став 8-м, а на «рідному» «Cup of Russia»—2009 завоював «бронзу». Потому «бронзовим» же став на внутрішній російській першості з фігурного катання, і у Чемпіонаті Європи з фігурного катання 2010 року участі не брав, натомість був включений до складу олімпійської Збірної Росії для виступів у турнірі фігуристів-одиночників на XXI Зимовій Олімпіаді (Ванкувер, 2010), де став справжнім «відкриттям» змагань, поліпшивши всі свої персоналбести (у короткій, у довільній, за сумою обох програм), посів доволі високе 13-е місце.

## Спортивні досягнення
| Сезони/Змагання                                    | 2004/2005 | 2005/2006 | 2006/2007 | 2007/2008 | 2008/2009 | 2009/2010 |
| -------------------------------------------------- | --------- | --------- | --------- | --------- | --------- | --------- |
| Зимові Олімпійські ігри                            |           |           |           |           |           | 13        |
| Чемпіонати Європи з фігурного катання              |           |           |           |           | 13        |           |
| Чемпіонати світу з фігурного катання серед юніорів |           |           | 7         | 2         |           |           |
| Чемпіонати Росії з фігурного катання               | 15        | 14        | 8         |           | 2         | 3         |
| Чемпіонати Росії з фігурного катання серед юніорів | 7         |           | 2         |           |           |           |
| Етапи Гран-Прі: «NHK Trophy»                       |           |           |           |           |           | 8         |
| Етапи Гран-Прі: «Cup of Russia»                    |           |           |           |           | 9         | 3         |
| Етапи Гран-Прі: «Cup of China»                     |           |           |           |           | 4         |           |
| Турніри: «Золотий ковзан Загреба»                  |           |           |           |           |           | 2         |
| Зимові Універсіади                                 |           |           |           |           | 2         |           |
| Фінали юніорського Гран-Прі                        |           |           | 7         |           |           |           |
| Етапи юніорського Гран-Прі, Болгарія               |           | 4         |           | 1         |           |           |
| Етапи юніорського Гран-Прі, Австрія                |           |           |           | 3         |           |           |
| Етапи юніорського Гран-Прі, Нідерланди             |           |           | 2         |           |           |           |
| Етапи юніорського Гран-Прі, Румунія                |           |           | 2         |           |           |           |
| Етапи юніорського Гран-Прі, Андорра                |           | 5         |           |           |           |           |